# 이성득 (배우)
이성득(1990년 12월 12일 ~ )은 대한민국의 배우이자 모델이다.

## 출연작

### 드라마
- 《검법남녀 2》 (2019년, MBC)
- 《설렘주의보》 (2018년, MBN)
- 《KBS 드라마 스페셜 - 전설의 셔틀》 (2016년, KBS2) - 성호무리 역
- 《너를 사랑한 시간》 (2015년, SBS) - 오하나 대학동창 역
- 《가면》 (2015년, SBS) - 변지숙 고등학교동창 역
- 《착하지 않은 여자들》 (2015년, KBS2) - VJ 역

### 영화
- 《길》 (2017년) - 송태수 역
- 《실종: 사라진아내》 (2016년) - 경찰관 역
- 《두 남자》 (2016년) - 오토바이 뺏는 양아치 2 역
- 《미션: 톱스타를 훔쳐라》 (2015년) - 친위대 3 역

### 광고
- 몰티져스
- 벤츠
- 비타500
- 베인글로리
- 현대자동차
- sk텔레콤
- GLO